# 怀特奔龙属
怀特奔龙（属名：Vectidromeus，意为“怀特岛的奔跑者”）是一属已灭绝的棱齿龙科鸟脚类恐龙，来自英国早白垩世威塞克斯组。属下仅含单一物种岛屿怀特奔龙（V. insularis），所知于部分幼龙骨骼。

## 发现与命名

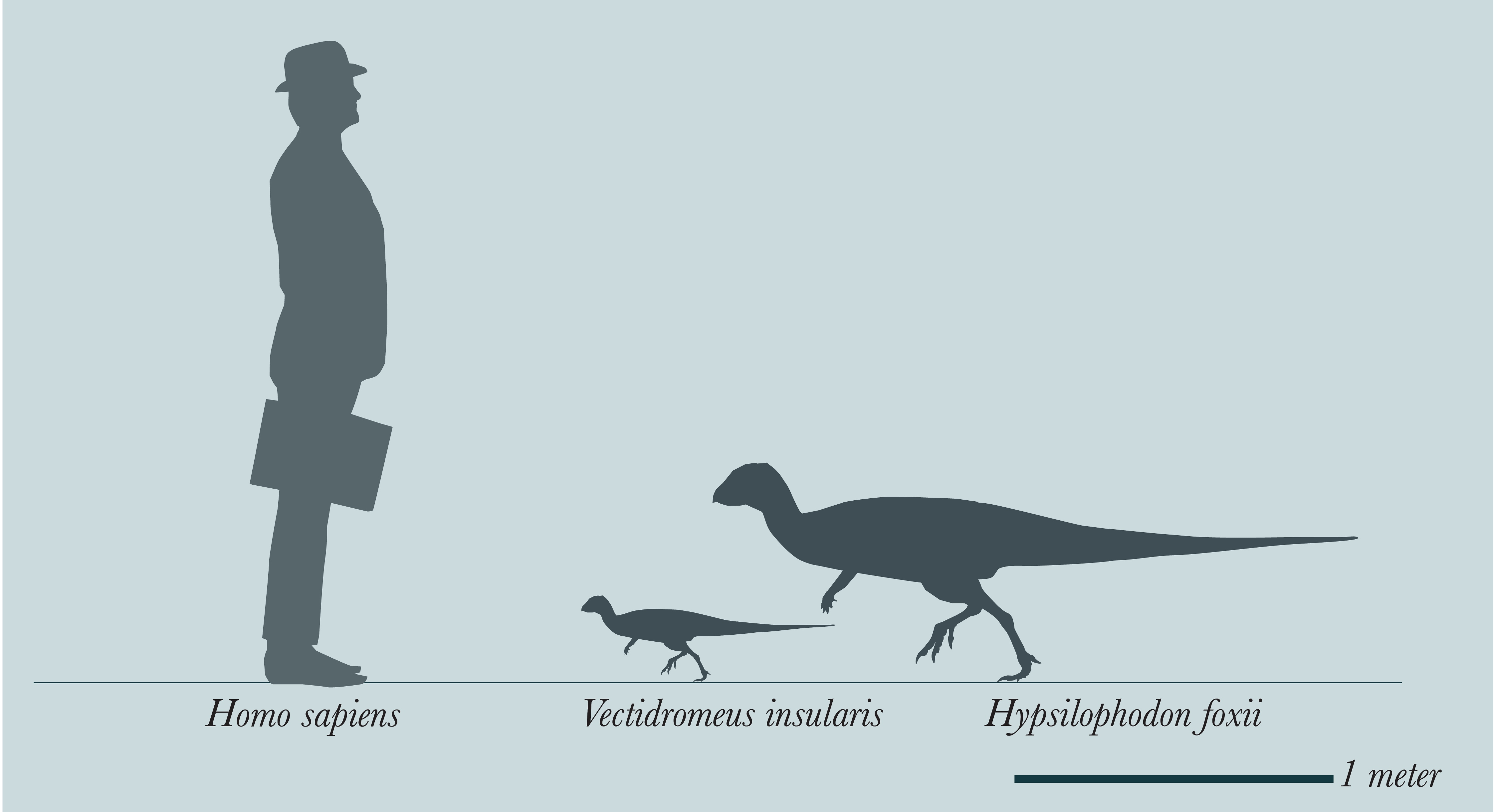
怀特奔龙与人类及棱齿龙的体型比较

怀特奔龙正模标本IWCMS 2023.102发现于英国怀特岛萨德穆尔点（Sudmoor Point）附近威塞克斯组的沉积物中，由一具属于幼年个体的不完整骨骼组成，包括部分背椎及尾椎、两个髂骨、左耻骨、两个坐骨、一个不完整的右股骨及胫骨、一个左股骨、胫骨及腓骨以及部分左脚。尽管此标本是具幼年个体，但与棱齿龙幼龙存在差异，且出自威塞克斯组更下层，显示其代表一个不同物种。

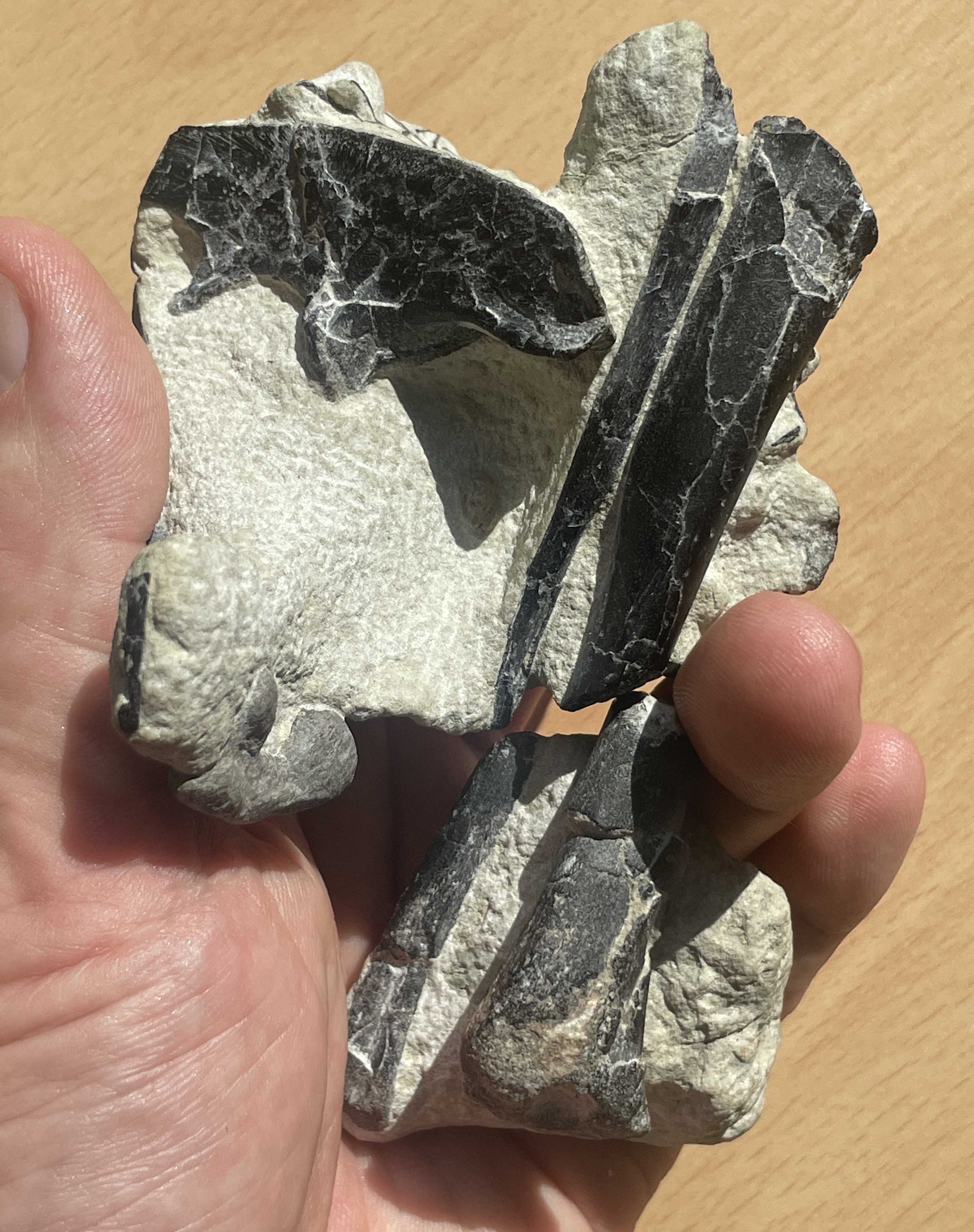
化石

2023年，朗里奇等人将该化石遗骸描述为棱齿龙科鸟脚类新属新种岛屿怀特奔龙（Vectidromeus insularis）。属名“Vectidromeus”组合怀特岛的古罗马名称“Vectis”及希腊语单词δρομεύς／dromeus（奔跑者）。种名“insularis”在拉丁语中意为“岛屿”。